# هوندا تاداموتو
هوندا تاداموتو (به ژاپنی: 本多 忠民 Honda Tadamoto); ۱۲ آوریل ۱۸۱۷ – ۲۹ ژانویهٔ ۱۸۸۳) سیاستمدار و روجو در دوره ادو اهل ژاپن بود.